# Vlag van Fiji
De vlag van Fiji werd op 10 oktober 1970 aangenomen. De vlag is afgeleid van de Britse koloniale vlag uit 1924, waarbij het wapen is aangepast en de kleur van de vlag is gewijzigd naar een lichter blauw. Een kwart van de vlag (linksboven) wordt ingenomen door de Britse Union Jack. Ernaast staat een gedeeltelijk Wapen van Fiji met het kruis van Sint-Joris en enkele nationale symbolen.
De vlag is ook bij het uitroepen van de republiek in 1987 ongewijzigd gebleven. Er zijn wel stemmen opgegaan om het volledige staatswapen op de vlag te plaatsen, inclusief de schildhouders. In 2015 kondigde premier Bainimarama aan dat de Union Jack zou verdwijnen. Er werd een prijsvraag uitgeschreven voor een nieuwe vlag. Ten laatste op 9 september 2016 zou de nieuwe vlag gepresenteerd worden. In augustus 2016 werd het plan echter afgeblazen. Als reden werd de winst van het nationale rugbyteam tijdens de Olympische Zomerspelen van 2016 opgegeven. Ook de kosten die gepaard zouden gaan met een vlagwijziging konden beter gebruikt worden voor de slachtoffers van cycloon Winston.

Wapen van Fiji
Vlag van de burgerluchtvaart

## Historische vlaggen van Fiji

? Vlag van de Confederatie van onafhankelijke koninkrijken van Fiji, 1865–1867
? Vlag van het Koninkrijk Bau, 1867–1869
? Vlag van de Confederatie van Lau, 1869–1871
? Vlag van het Koninkrijk Fiji 1871 - 1874
? Vlag van de Kolonie Fiji 1877 - 1883
? Vlag van de Kolonie Fiji 1883 - 1903
? Vlag van de Kolonie Fiji 1903 - 1908
? Vlag van de Kolonie Fiji 1908 - 1924
? Vlag van de Kolonie Fiji 1924 - 1970